# Перцев, Владимир Николаевич
Владимир Николаевич Перцев (27 июля 1877, г. Курск — 3 июня 1960) — советский и белорусский историк, академик АН БССР (1940), доктор исторических наук (1935), профессор (1921), заслуженный деятель науки БССР (1944), член белорусской делегации в ООН (1945), депутат 2-5 созывов Верховного Совета БССР по Березинскому избирательному округу (1947–1960). Считается одним из самых известных белорусских историков, основателем медиевистики в БГУ.

## Биография
Родился в 15 (27) июля 1877 в г. Курске. Отец — Николай Никонорович Перцев — «средний служащий» (со слов В. Н. Перцева), был статским советником, а также членом попечительского совета женской прогимназии. В 1888–1895 гг. Владимир Перцев по настоянию отца прошёл полный курс в Курском реальном училище. Смерть отца в 1890 году серьёзно осложнило материальное положение будущего учёного. Тем не менее, Перцев продолжил свою учёбу. Вот что он по этому поводу писал в своей официальной автобиографии:
«Меня привлекали к себе гуманитарные науки, но доступ в университеты в то время для окончивших реальное училище был закрыт. Я стал готовиться к экзамену экстерном за курс гимназии, пока же поступил сначала в Петербургский технологический институт, потом в Варшавский ветеринарный институт. В 1897 г. я выдержал экзамен на аттестат зрелости и поступил в число студентов Московского университета на историко-филологический факультет. В университете я занимался у профессоров В. В. Виппера, П. Г. Виноградова и М. С. Корелина, написав в руководимых ими семинарах ряд работ в необязательном порядке. За участие в студенческих волнениях я два раза подвергался исключению из университета (в 1899 и 1901 гг.), причем после короткого (2-х недельного) заключения в Бутырской пересылочной тюрьме каждый раз подвергался высылке из Москвы в Курск под надзор полиции. Одно время я потерял даже надежду окончить университетский курс в России и в 1901 г. на собранные уроками деньги, с частичной помощью моей матери (отец умер в 1890 г.) совершил поездку за границу. Я слушал лекции в Венском и Берлинском университетах, но недостаток средств побудил меня вернуться в Россию, где я был снова принят в университет».
В 1903 году окончил Московский университет. В том же году был оставлен на кафедре всеобщей истории у профессора Р. Ю. Виппера для подготовки к профессорскому званию (с получением стипендии). С 1903 он начал преподавать в средних учебных заведениях г. Москвы «тоже с перерывами, ибо уже в конце 1903 года московский градоначальник отказал мне в выдаче свидетельства о политической благонадежности, мотивируя это моим участием в бытность студентом в студенческих волнениях».
Преподавательскую деятельность Перцев смог возобновить только в 1905 году в связи с революцией 1905–1907 годов. Кроме того, историк читал лекции для рабочих Замоскворечья и занимался научной работой. «В промежуток между 1903–1917 гг. мною было написано около 20 крупных работ на исторические темы в разных изданиях, журналах и сборниках и, кроме того, много мелких рецензий и обзоров исторической литературы также в журналах и некоторых сборниках», — писал Владимир Николаевич в автобиографии. К 1917 году Перцев опубликовал около 150 работ.
В 1918 году вместе с В. И. Пичетой, Н. М. Никольским, В. Н. Дьяковым и другими учёными выехал в Западную область, где вошёл в состав Учёного совета Смоленского государственного университета. 7 ноября 1918 года был избран профессором кафедры истории Германии. Приблизительно в это же время Перцев работал в Московском педагогическом институте, Смоленском и Витебском институтах народного образования.
Летом 1921 года Перцев принимал активное участие в подготовке к открытию Белорусского государственного университета. 1 октября 1921 года был избран профессором кафедры всеобщей истории БГУ (одновременно был профессором кафедры народного хозяйства БГУ). В октябре Владимир Перцев впервые приехал в Минск. В первое время работы в БГУ преподавал на факультете общественных наук, читая курсы по истории Нового времени на разных отделениях. Весной 1922 года вместе Н. М. Никольским обратился в Правление БГУ с просьбой помочь с переездом семьи в Минск на постоянное место жительства. Переезд произошёл в июне 1922. Этим же летом Перцев стал преподавать и на педагогическом факультете БГУ, который был выделен из факультета общественных наук. Отдельные лекции читал на рабочем факультете.
В 1922 году В. Н. Перцев участвовал в создании двух показательных школ при БГУ — с белорусским и еврейским (идиш) языком обучения. Осенью-зимой того же года (и, скорее всего, в 1923 году) Перцев, по поручению руководства БГУ, принимал имущество Витебского отделения Московского археологического института. Витебское, а также Смоленское отделение института закрыли для поддержки нового университета и для унификации образования в молодой республики. В отделениях хранились богатые фонды литературы и исторических источников. Перцев обнаружил в Витебске библиотеку и музей. 8 тысяч томов библиотеки содержали в себе в основном книги на латыни и польском языке из иезуитских коллегиумов, рукописи по истории противостояния православия и католицизма и в целом по истории Беларуси. В музее хранились в основном иконы старого письма, а также находки археологических и этнографических экспедиций по Беларуси. В течение октября, ноября и декабря велись долгие бюрократические переписки. Один раз Витебский губернский исполнительный комитет как член комиссии по передаче имущества даже отменил постановление центральных органов власти БССР, чем «создал юридический тупик». Тем не менее, имущество было передано, и Правление БГУ особо отметило личную заслугу Перцева в этом деле.
Много лет В. Н. Перцев участвовал в работе приёмной комиссии БГУ, за что его не раз поощряли деньгами (например, в 1923 году ему выдали премию в 110 рублей. О материальном положении того времени можно судить, в частности, по следующему факту. 20 июня 1920 Перцеву выдали удостоверение, в котором было отмечено: «Сим удостоверяется, что гражд. В. Н. Перцев отправляется в служебную командировку в гор. Витебск и нуждается в дорожном чайнике». Также Перцев занимался научно-просветительской работой среди рабочих и солдат. Его публичная лекция на тему «Аграрный вопрос на Западе» 16 января 1927 года собрала огромную аудиторию, едва вместившуюся, как отметил О. И. Малюгин, в актовом зале университета.
После выделения педфака БГУ в отдельный Высшего педагогического института Владимир Перцев перешёл на работу в новый вуз. Там с 1 августа 1931 года и (с перерывами) до 1947 года он работал профессором и заведовал кафедрой истории Запада (с 1934 года — всеобщей истории). Также В. Н. Перцев работал в Институте народного хозяйства.
После образования в 1934 исторического факультета БГУ Владимир Перцев возвратился в Белгосуниверситет. 5 июня 1935 года по совокупности научных публикаций решением квалификационной комиссии Народного комиссариата просвещения БССР Перцеву было присуждено звание доктора исторических наук. C 1939 года по 1955 год (с небольшими перерывами) заведовал кафедрой истории средних веков; в 1955–1960 гг. возглавлял объединённую кафедру истории древнего мира и средних веков. 11 апреля 1940 года историк был избран действительным членом АН БССР.
О работе Перцева в 1930-х годах О. И. Малюгин писал следующее:

В первые годы существования исторического факультета БГУ Владимир Николаевич работал на нём по совместительству, так как основным местом работы был пединститут. Но руководство университета пошло на необычный шаг, описанный в пояснительной записке к штатному формуляру на 1937/38 учебный год: «Профессор Перцев В. Н. зачислен штатным работником по Белорусскому Государственному Университету, несмотря на то, что он зачислен штатным работником и по Минскому пединституту; это объясняется тем, что в БГУ нагрузка по древней и средней истории очень большая (600 профессорских часов в год), а другого работника по этим предметам у нас нет». Столь ценному и незаменимому специалисту был установлен повышенный персональный оклад.
В 1930-е гг. Владимир Николаевич читал лекции в БГУ, пединституте, Институте народного хозяйства, на ряде курсов. Показательна фраза, оброненная на одном из совещаний актива БГУ в связи с нехваткой преподавателей: «Возьмем, к примеру, профессора Перцова, он читает и у нас, и в Институте нацменьшинств, и во многих других местах, когда приходит в Университет после 6-7 лекций…».
<…>
 В докладной записке Л. Ф. Цанавы от 2 июня 1939 г. на имя Первого секретаря ЦК КП(б)Б П. К. Пономаренко было отмечено, что В. Н. Перцев настроен антисоветски, ведет контрреволюционную пропаганду, в преподавании делает акцент на историю Германии. Ему также припомнили увлечение партией кадетов в дореволюционное время. В итоге награду [в честь 35-летия научно-педагогической деятельности] тогда так и не вручили, что было наименьшим злом из всех возможных.
Это был не единственный случай пристального внимания органов к уважаемому профессору. Ещё в 1932 г. он проходил по документам ОГПУ как «антисоветский элемент». В его характеристике, написанной не позднее 1937 г., отмечены такого рода «недостатки»: «…марксистской методологией владеет недостаточно. Отсюда в области обобщений т. Перцев не дает того, что требуется от историка-марксиста. В общественной жизни принимает недостаточное участие». Понятно, что такие отзывы вынуждали Владимира Николаевича оправдываться: «Статьи и книги, написанные в основном до 1930 г., не всегда и не во всем удовлетворяли требованиям марксистско-ленинской методологии». Но стоит отметить, что и в следующих изданиях своих работ он продолжал придерживаться тех самых взглядов, за которые его критиковали идеологи. Впрочем, нелестные отзывы о позиции Владимира Николаевича не помешали белорусским академикам 11 апреля 1940 г. избрать его действительным членом Академии наук БССР. К 1941 г. В. Н. Перцев, наряду со своим давним коллегой и товарищем Н. М. Никольским, — одна из наиболее знаковых личностей всего университета и, безусловно, ведущий научный сотрудник Академии наук. А значит — всей Беларуси.

24 июня 1941 года В. Н. Перцев эвакуировался из Минска в Курск. До октября работал профессором в Курском педагогическом институте. В октябре переехал в г. Сарапул Удмуртской АССР. С 15 декабря 1941 года по 1 сентября 1943 года работал профессором и заведующим кафедрой всеобщей истории Удмуртского пединститута. В сентябре 1943 года переехал в Подмосковье и стал работать профессором и заведующим кафедрой истории средних веков Белорусского университета на станции Сходня под Москвой. С 1 декабря 1943 года по 1959 год работал академиком-секретарём Отделения общественных наук АН БССР.
В мае-июне 1945 года Владимир Перцев в составе белорусской делегации принял участие в работе учредительной конференции ООН в Сан-Франциско. Подпись Перцева стоит под документом о создании ООН. Также во время пребывания в США провёл ряд встреч с представителями научных и политических кругов США, договариваясь о научных контактах и обмене литературой. После 1945 года Перцев принимал участие в ряде международных съездов и конгрессов, включая I Общеславянский конгресс учёных-славистов в марте 1948 года в Москве и II Всесоюзный конгресс сторонников мира в октябре 1950 года. Умер 3 июня 1960 года.
В Советском Союзе В. Н. Перцев был награждён тремя орденами Ленина (1944, 1949, 1951), орденом Трудового Красного Знамени (1957), званием заслуженного деятеля науки БССР (1944), Почётной грамотой Верховного Совета БССР (1951), медалью «За доблестный труд в Великой Отечественной войне».
После смерти Перцева на кафедре истории древнего мира и средних веков во многом работали его ученики, а впоследствии — ученики учеников. С 1995 года каждый нечетный год в честь В. Н. Перцева и Н. М. Никольского проводится конференция «Лістападаўскія чытанні».

## Труды
Автор ряда учебных работ по всеобщей истории нового времени, «Учебника древней истории» для дореволюционных гимназий (1912 — часть 1. История Греции; 1916 — часть 2. История Рима). Один из авторов и редакторов «Истории Белорусской ССР» (т. 1, 1954; 2-е изд. 1961), разделов по историографии Беларуси в «Очерках истории исторической науки в СССР» (т. 1–3, 1955–1963). Один из авторов Энциклопедического словаря Гранат и Большой Советской Энциклопедии. Автор научных работ «Англия в XIX веке» (1917), «Гогенцоллерны» (1918), «Экономическое развитие Англии в XIX в.» (1924), «Германия в XVIII в.» (1953), ряд работ по истории Беларуси. За всю жизнь Перцев опубликовал 272 работы (статей, рецензий, книг).
- Перцев В. Н. Гогенцоллерны: Характеристика личностей и обзор политической деятельности. — Минск: Харвест, 2003. — 304 с. ISBN 985-13-1684-9